# Setun
Le Setun est un ordinateur ternaire soviétique dont la construction fut dirigée par Nikolay Petrovich Brusentsov (en) et Sergueï Sobolev en 1958. Son nom est inspiré de celui d'un petit cours d'eau du voisinage de l'Université d'État de Moscou, son lieu de conception.

## Historique
Réputé plus rapide et moins cher que les ordinateurs binaires de l'époque, le Setun est vendu 27 500 roubles, soit environ 2,5 fois moins cher que les ordinateurs binaires soviétiques. Sa production a été largement freinée par les représentants de l'Université nationale de radio-électronique de Kharkiv, peu favorables à l'informatique ternaire, et qui n'ont pas donné les moyens de produire l'ordinateur en grande quantité. Entre 1959 et 1965, de 15 à 20 machines sont construites par an pour un total de 46. Le matériel était réputé fiable, les réparations simples, peu onéreuses, et rares. De nombreuses universités se sont intéressées aux possibilités offertes par cette machine, mais la venue de l'ordinateur M-20 et de ses applications, notamment dans le domaine des échecs, a contribué à l'obsolescence du Setun. Sa production s’arrête en 1965 après une baisse significative du nombre de commandes. Le premier Setun est resté en service 17 ans.
Un deuxième modèle fut mis au point de 1961 à 1968, le Setun 70.

## Setun 70
Cette amélioration de Setun est conçue sur la base de la programmation structurée d'Edsger Dijkstra.
Sergueï Sobolev laissa tomber le projet, et Jose Ramil Alvarez, un de ses anciens assistants, ayant participé à la conception de Setun, prit sa place aux côtés de Brusentsov pour écrire les programmes de test de Setun 70. 
Peu après la sortie de Setun 70, le laboratoire de Brusentsov a été sorti du bâtiment principal, et remisé dans une petite salle d'un ancien hôtel étudiant.

### Nastavnik
L'administration de l'université décida de cesser les recherches sur Setun 70 ; l'équipe décida donc de le rendre utilisable sans plus pousser ses capacités de programmation. Il fut transformé en un outil d'aide à l'apprentissage appliquant les principes de la didactique, baptisé Nastavik (professeur). Basé sur des formulaires et un apprentissage interactif, il fonctionna 30 ans durant notamment pour former des groupes d'élèves de première année en évaluant leur niveau d'anglais, avant d'être remplacé par du matériel plus moderne ; son absence de souris, le terminal pour seul affichage, et sa simplicité générale le firent tomber dans la disgrâce, menant à son abandon au début du 21e siècle.

## Fonctionnement et principes essentiels
La programmation sur Setun se faisait en utilisant la notation polonaise inverse.

## Divers
Il existe un émulateur de Setun : Tunguska.
Jusqu'à la fin de sa vie, Brusentsov publia des articles sur son système ternaire, le défendant comme étant plus logique que le système binaire (n'incluant pas de valeur nulle native) et s'appuyant sur la philosophie d'Aristote pour étayer ses propos (voir Argument du troisième homme). En effet Aristote explique le monde par des réflexions tertiaires (les syllogismes) et le nombre trois a pour lui une dimension très importante. Brusentsov estimait qu'un système informatique ne respectant pas cette règle de trois ne pouvait représenter correctement la réalité. « … Investigating the reasons of the low intellectual level of computer information science, as well as of low contemporary level of the “artificial intelligence” solutions and incompatibility of the formal logic with the natural intellect we would come to inevitable conclusion that, the adopted –without need- by this (formal) logic “the law of excluded middle (or third)” is incompatible with the three-value relation of the, fully corresponding with reality, Aristotle's sequence without which there can not exist the “logic prudent” (reasonable)… » Ou encore : « The basic feature of ternary logic is its better correspondence to our human logic. »